# Gisela Januszewska
Gisela Januszewska, née Rosenfeld le 22 janvier 1867 à Drovice et morte le 2 mars 1943 à Theresienstadt, est une doctoresse, travailleuse sociale et militante pour le droit à la santé autrichienne.
En tant qu'une des premières femmes médecin de l'Empire austro-hongrois, elle consacre sa pratique et sa carrière aux côtés de l'assurance maladie. Plusieurs fois décorée pour son engagement sanitaire durant la Première Guerre mondiale, elle est victime de la Shoah en Autriche perpétrée par le Troisième Reich, déportée et assassinée au camp de concentration de Theresienstadt.

## Biographie

### Enfance et formation
Gisela Rosenfeld naît le 22 janvier 1867 dans le village morave de Drovice, situé alors dans le territoire de l'Empire austro-hongrois correspondant actuellement à celui de la République tchèque,. Issue d'une famille juive, elle est une des cinq enfants de Leopold Rosenfeld, gestionnaire immobilier exerçant dans la ville slavonne de Grubišno Polje. Petite fille, elle était surnommée Roda, mot serbo-croate pour « cigogne ». Son petit-frère, l'écrivain Alexander Roda Roda adoptera légalement ce nom au cours de sa vie. Après avoir fréquenté une école privée de Brno, elle épouse Joachim Kuhn, bien plus âgé qu'elle. Elle divorce peu de temps plus tard, se sentant prisonnière du mariage. Par la suite, elle déménage en Suisse où elle obtient le certificat de maturité et intègre l'université de Zurich. Le 12 avril 1898, elle obtient un diplôme de médecine sous le nom de Gisela Kuhn.

### Carrière scientifique et médicale
Après avoir exercé pour la première fois à titre bénévole dans le département d'obstétrique de l'hôpital des femmes, une branche de l'hôpital universitaire de Zurich, Gisela Kuhn s'installe en juin 1898 à Remscheid, dans l'Empire allemand, où elle est engagée par l'Allgemeine Ortskrankenkasse comme doctoresse de l’assurance maladie allemande. En mars 1899, dans la ville bosnienne de Banja Luka, elle est promue Amtsärztin, agente officielle des services de santé publique, faisant d'elle la première femme médecin de cette métropole.
Durant sa carrière, Gisela Kuhn est l'une rares médecins à militer en faveur de la garantie au droit à la santé et à l’assurance maladie pour les Slaves musulmans, notamment aux femmes. En 1900, elle épouse son supérieur initial d'alors, Ladislaus Januszewski. À partir de ce moment, Gisela Januszewska dû abandonner ses responsabilités dans la santé publique. Elle prend alors la direction d'une clinique de consultations externes pour femmes musulmanes à Banja Luka,. Elle pratique des opérations de chirurgie légère et s'est fait connaître en traitant des patientes atteintes par la variole, la typhoïde, le typhus et la syphilis, mais surtout d'ostéomalacie, cette dernière étant particulièrement répandue chez les femmes musulmanes selon Teodora Krajewska, une autre femme médecin en Bosnie à l'époque.
Après la retraite de Ladislaus Januszewski, le couple déménage à Graz. Peu de temps avant le déclenchement de la Première Guerre mondiale, elle intègre l'université de Graz pour des études doctorales en médecine. Son époux décède en 1916, époque où, en tant qu'unique médecin disponible, elle se porte volontaire pour constituer le corps médical trainant les Militärkommandos de la Deutsches Heer.
Pour ses services, Gisela Januszewska est décorée de par la Croix-Rouge allemande et de la Croix du Mérite civil austro-hongroise. En 1919, elle ouvre son propre cabinet médical à Graz. Jusqu'en 1933, elle travaille en collaboration avec les services d’assurance maladie des lands autrichiens de la Styrie et de la Carinthie. Elle était respectée et reconnue pour sa responsabilité sociétale : elle soignait gratuitement ses patients pauvres et les soutenait financièrement. Elle est la deuxième médecin autrichien à recevoir le titre officiel de Medizinalrat récompensant des contributions exceptionnelles à la médecine.

### Ultimes années et mort
Elle ferme son cabinet en 1937, tout en continuant à être travailleuse sociale. En 1937, elle est décorée de la Croix de Chevalier de l'Ordre du Mérite, la plus haute distinction honorifique autrichienne. Moins d'un an plus tard, l'Anschluss est déclenché et l’Autriche est envahie par l'Allemagne nazie. Victime de la politique raciale et antisémite de l'Autriche sous le nazisme, son appartement de Graz lui est extorqué en 1940 et elle est forcée de déménager à Vienne, d'où elle est raflée et déportée au camp de concentration de Theresienstadt. Elle y meurt le 2 mars 1943, à l'âge de 76 ans.